# Династия Львов
Династия Львов или Фракийская династия состояла из пяти императоров, правивших Восточной Римской империей с 457 по 518 годы, и частями Западной Римской империи — с 474 по 480 годы.

## Представители
| Имя | Имя                                                  | Период правления              | Примечания |
| --- | ---------------------------------------------------- | ----------------------------- | --- |
|     | Лев I Макелла (Λέων Α' ο Θράξ, Flavius Valerius Leo) | 7 февраля 457 — 18 января 474 | Родился в 401 году в Дакии, был простым солдатом. Был возведён на престол Аспаром, рассчитывавшим через него управлять империей. Умер от дизентерии. |
|     | Лев II (Λέων Β', Flavius Leo)                        | 18 января — 17 ноября 474     | Внук Льва I, родился в 467 году. Унаследовал трон после смерти деда. Умер от неизвестной болезни, возможно был отравлен. |
|     | Флавий Зенон (Ζήνων, Flavius Zeno)                   | 17 ноября 474 — 9 апреля 491  | Родился ок. 425 года в Исаврии, исходное имя — Тарасикодисса. Зять Льва I, после его смерти стал соправителем вместе со своим сыном Львом II, после смерти Льва II стал единоличным правителем. Будучи смещённым другим членом императорского рода — Василиском — бежал в родные края, и вернул себе трон в августе 475 года. |
|     | Василиск (Βασιλίσκος, Flavius Basiliscus)            | 9 января 475 — август 476     | Шурин Льва I. Отобрал престол у Зенона, но потом был им смещён. Умер в 476 или 477 году. |
|     | Анастасий I (Αναστάσιος Α', Flavius Anastasius)      | 11 апреля 491 — 9 июля 518    | родился примерно в 430 году в Диррахии. Был силенциарием. После смерти Зенона его вдова Ариадна выбрала Анастасия в качестве нового императора и вышла за него замуж. |

## Генеалогия
```
├─>
Василиск
 (ум.476) Византийский император с 475   

│  X 
Зенонида (ум.476) 

│  │
│  ├─>
Марк
 (ум.476) соправитель отца с 475

│    
├─>
Элия Верина
 (ок.433-484) 

   X 
├─>
Лев I Макелла
 (401-474) Восточно-Римский император с 457

│  │ 
│  ├─>
Леонтия
 (457-после 479) 

│  │  X 
Маркиан
 (ок.455-после 484) узурпатор в 479 

│  │
│  ├─>
Лев? (жил 5 месяцев в 463г.)

│  │ 
│  │  X 
Анастасий I
 (ок.430-518) Византийский император с 491

│  ├─>
Ариадна
 (ок.452-515)

│     X 2)
│  ├─>
Зенон
 (430/31-491) Византийский  император (474-75 и с 476)

│  │  X 1)
Аркадия 

│  │  │    
│  │  ├─1>
Зенон

│  │  │
│  │  ├─2>
Лев II
 (467-474 или после 527) Византийский  император с 473

│  │
│  ├─>
Конон

│  │
│  ├─>
Лонгин (ум.499) консул 486 и 490

│     X 
Валерия (ум. после 492)

│     │
│     ├─>
Лонгина (ум. после 492) 

│       
├─>
Евфимия
```